# Kolegiata św. Jerzego w Sopronie
Kolegiata św. Jerzego (węg. Szent György-domtemplom) – rzymskokatolicka świątynia znajdująca się w węgierskim mieście Sopron.

## Historia
Kościół został ufundowany przez Jánosa Schmuckenpfenniga, była to pokuta za dokonane wcześniej morderstwo. Budowę rozpoczęto w 1393, wzniesiono go w ciągu pięciu lat. W XVI wieku przejęty przez protestantów, którzy w 1633 zakupili do niego organy, wykonane przez Johannesa Woeckerla z Pasawy. Są to ósme najstarsze zachowane organy na świecie. 
W 1674 wrócił w ręce katolików, Leopold Karl von Kollonitsch przekazał go jezuitom. Przebudowany w stylu barokowym, poświęcony w 1694. 
W 1705 zniszczony podczas oblężenia Kuruców. W 1714 odbudowano fasadę, a w 1720 wzniesiono wieżę. Po kasacie klasztoru w 1773 został przekazany kapitule kolegiackiej św. Jerzego i został jej siedzibą. W 1869 zawaliła się wieża kościelna, nową wzniesiono w 1882 według projektu Ferdinanda Spacha w stylu neorenesansowym.

## Architektura i wyposażenie

### Fasada
Fasada jest podzielona dwoma gzymsami, zwieńcza ją naczółek. W dolnej części elewacji znajdują się dwa portale, w tympanonach znajdują się gotyckie przedstawienia – w lewym żywot św. Małgorzaty, w prawej – walka św. Jerzego. Między nimi jest nisza z figurą Jezusa Chrystusa. W górnej części fasady znajdują się kolejne dwie nisze, w lewej znajduje się rzeźba Matki Bożej, w prawej – św. Józefa.

### Wnętrze
Ołtarz główny wykonał w 1713 Mihály Esterházy. Znajduje się w nim obraz z 1761 przedstawiający świętego Jerzego autorstwa Marcina Altomontego. Po bokach figurują rzeźby śś. Ignacego Loyoli i Franciszka Ksawerego. Rokokowe tabernakulum wykonano w 1765.
Po obu stronach prezbiterium znajdują się stalle z 1780. Ambona pochodzi z 1693, przebudowana w 1765. Zdobią ją figury Chrystusa i ewangelistów.
Do korpusu nawowego dostawionych jest osiem kaplic, po cztery z każdej strony. Nad każdą z kaplic znajduje się empora, jej balustradę zdobią herby fundatorów kaplic.

### Dzwony
Na wieży zawieszone są trzy dzwony:
| Imię       | Waga   | Średnica | Data odlania |
| ---------- | ------ | -------- | ------------ |
| Św. Jerzy  | 80 kg  | 50 cm    | 1839         |
| Św. Emeryk | 200 kg | 74,2 cm  | 1928         |
| Św. Teresa | 800 kg | 114 cm   | 1928         |

## Galeria

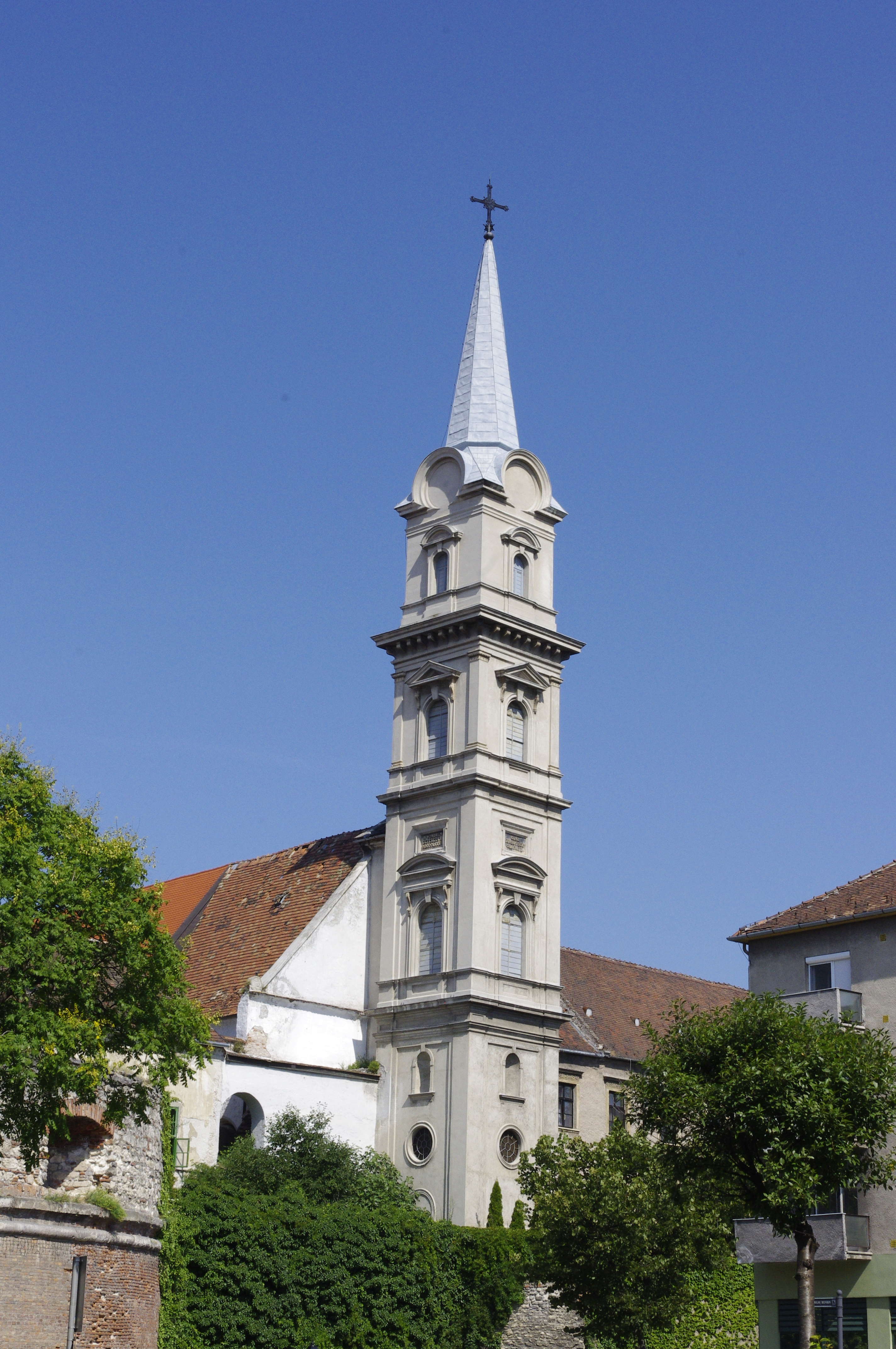
Prezbiterium z wieżą
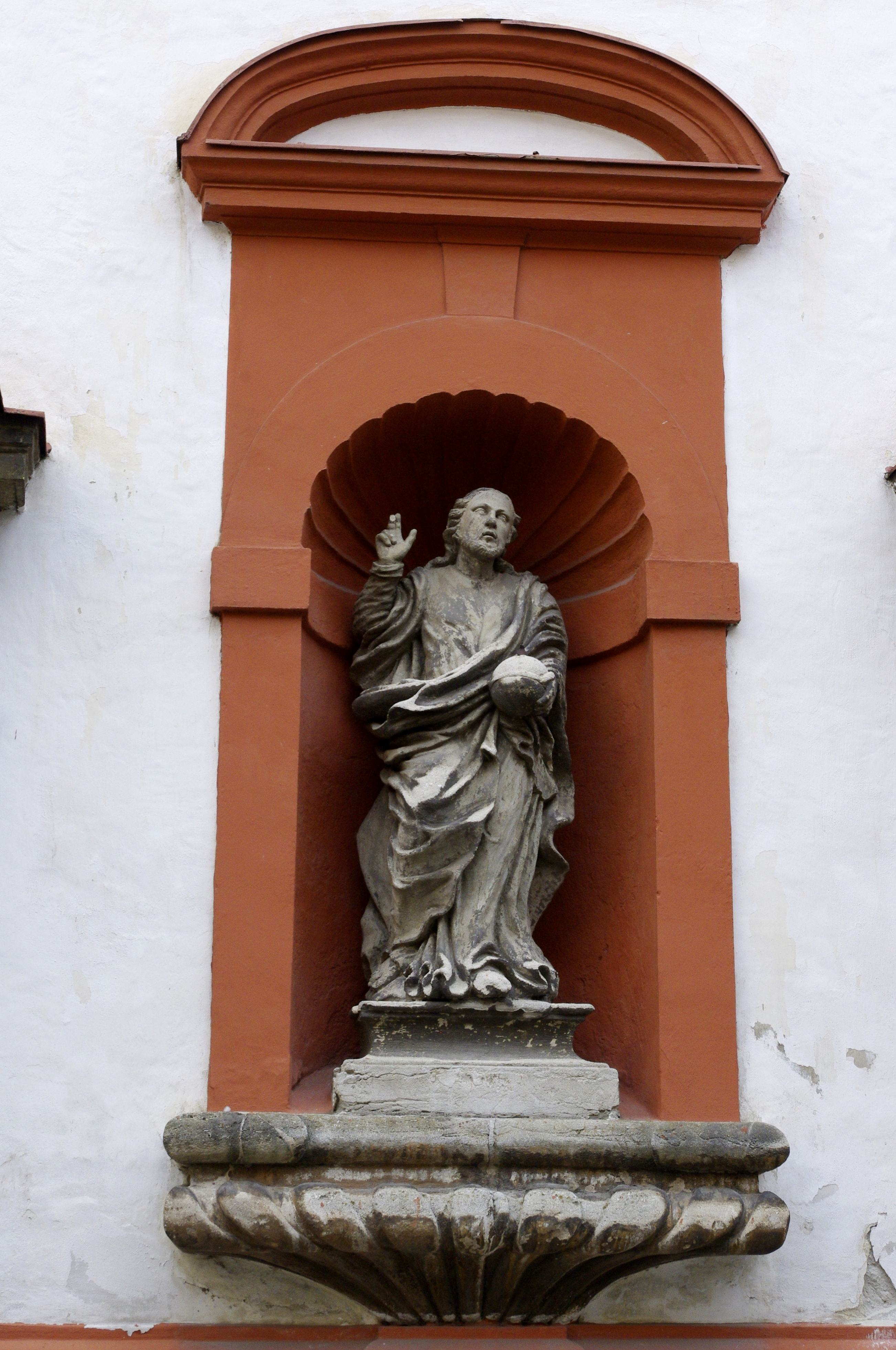
Nisza na fasadzie
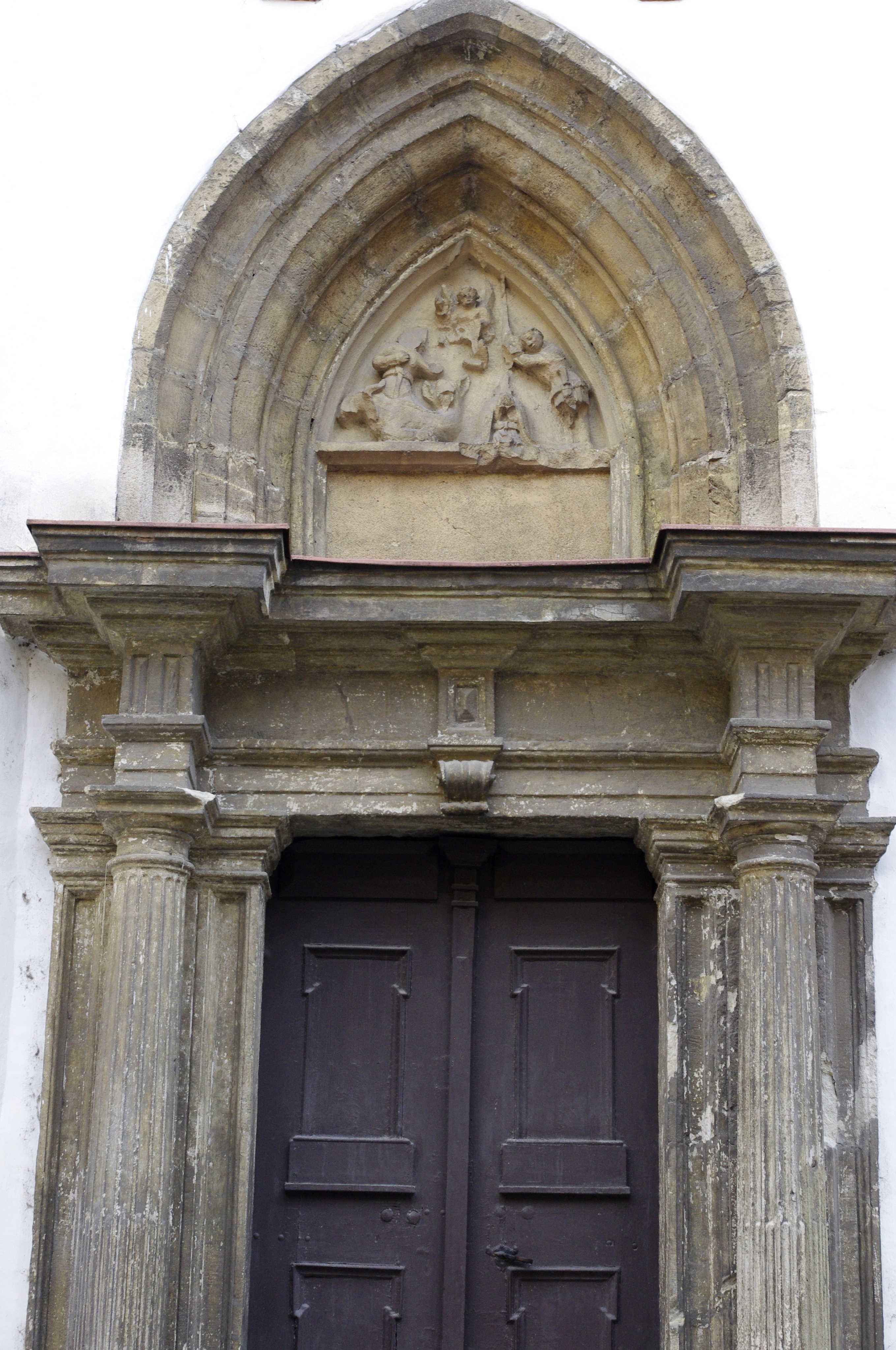
Lewy portal
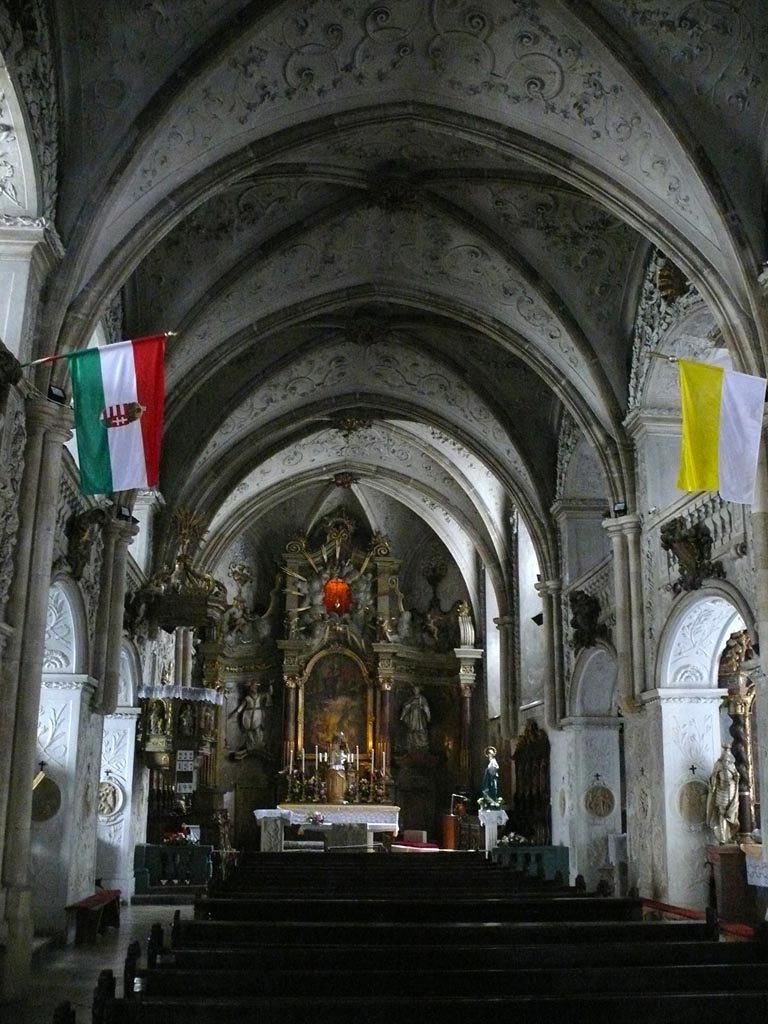
Wnętrze
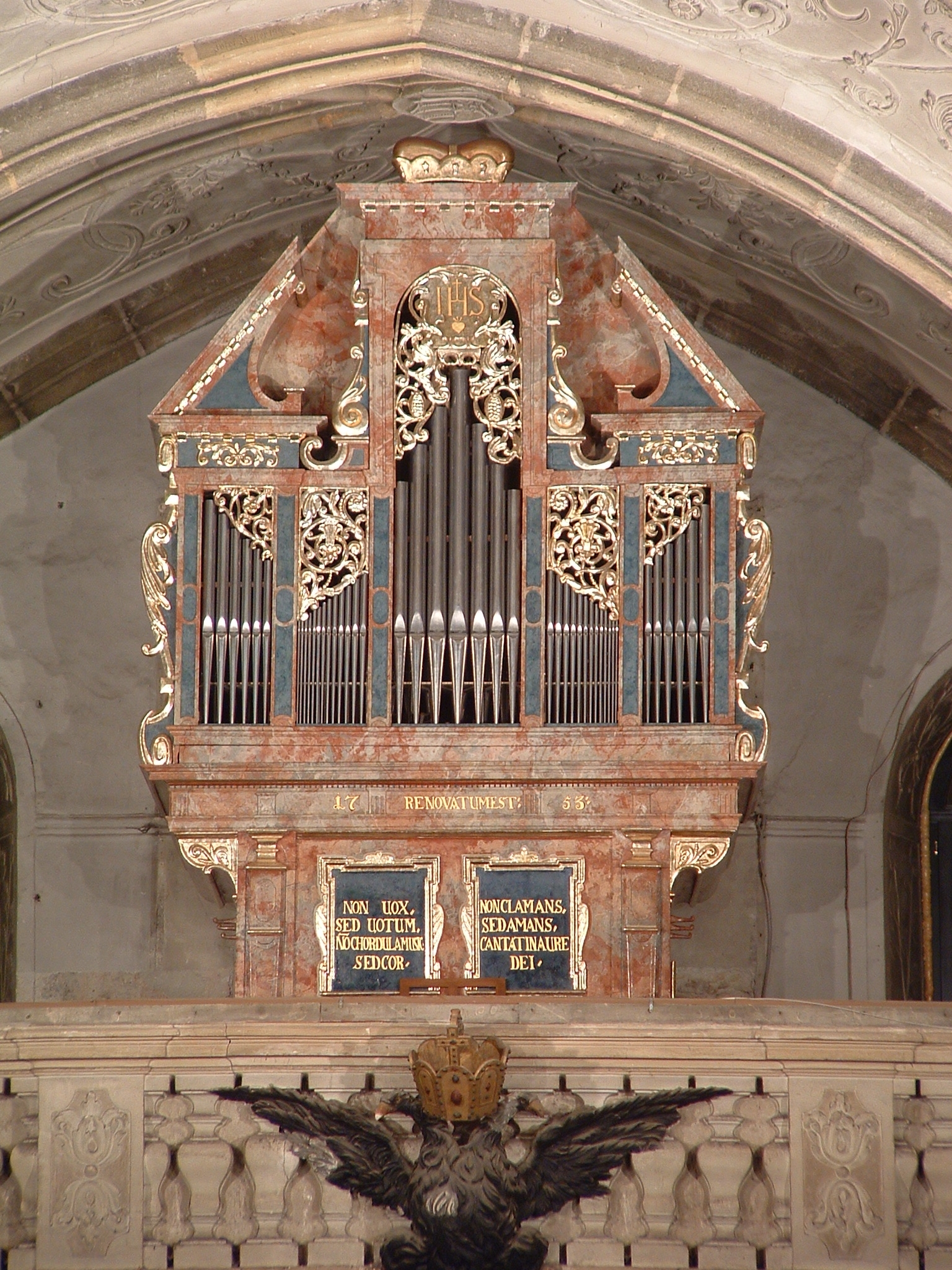
Organy z 1633